# Culebra

Culebra no mapa de Porto Rico

A Ilha de Culebra (Ilha da Cobra) é uma ilha-município de Porto Rico originalmente chamada Ilha Passagem e Ilha de Santo Idelfonso. Está localizada a leste da ilha principal.
Descoberta ao mesmo tempo que Porto Rico em 1493 por Cristóvão Colombo na sua segunda viagem, foi então habitada pelos índios Taino. Durante três séculos serviu como refúgio para piratas, incluindo o famoso Henry Morgan. Em 1875, um inglês negro chamado Stevens foi nomeado governador da ilha pelo governo de Vieques. Este ia proteger piratas, a ilha e os pescadores da costa, mas foi assassinado no mesmo ano. Culebra só foi habitada em outubro de 1880 com a criação de Cayetano Escudero Sanz. Em 25 de setembro de 1882, a construção começou no farol de Culebrita, um ilhéu a nordeste de Culebra, que foi concluído em 25 de fevereiro de 1886. Este farol permaneceu durante quase 100 anos o mais antigo do Mar das Caraíbas, até ao seu desmantelamento em 1975. 
Em 1902, Culebra foi integrada na ilha de Vieques. Em 1903, o Presidente dos Estados Unidos, Theodore Roosevelt, criou uma zona naval militar na ilha para treino de bombardeamentos. A população de Culebra protestou violentamente a partir de 1971, para ganhar o seu caso em 1975, com o deslocamento de operações na ilha de Vieques.
Culebra foi declarada um município independente em 1917, mas o governador da ilha foi nomeado até 1960 pela administração de Porto Rico. A partir dessa data, a ilha elege livremente os seus representantes.
A ilha foi a parte de Porto Rico mais fortemente atingida pela passagem do furacão Irma em 6 de setembro de 2017..

## Galeria

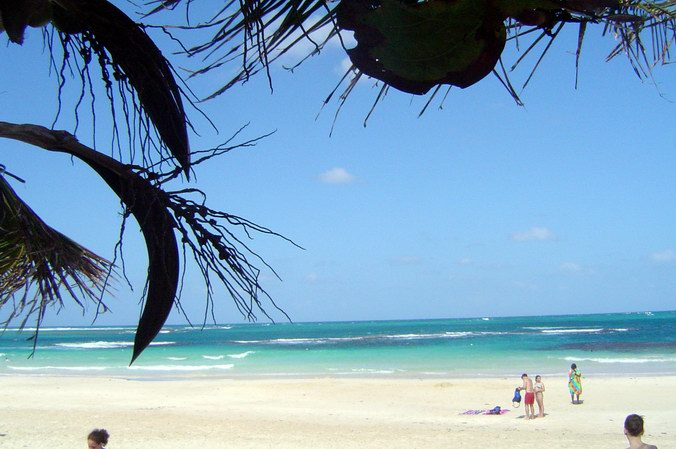
Flamenco Beach
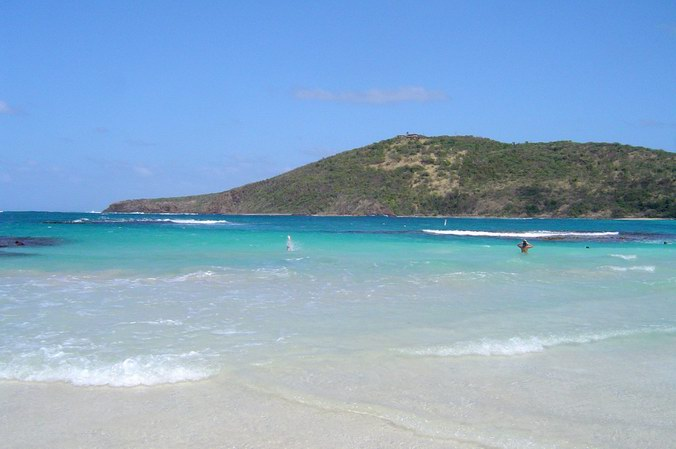
Flamenco Beach
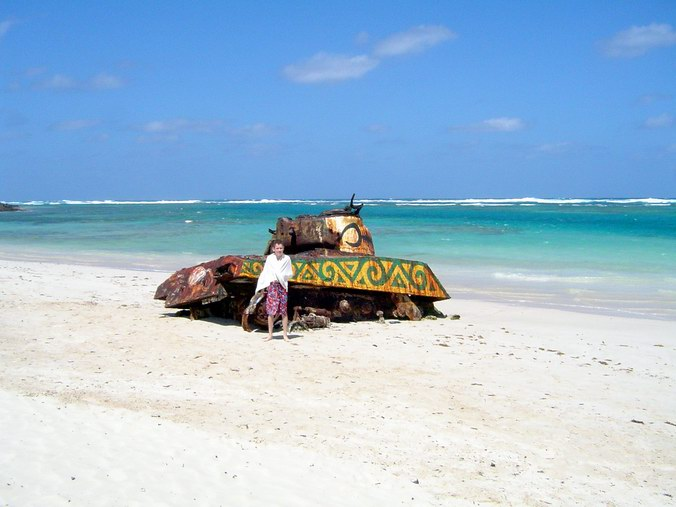
Velho tanqueem Flamenco Beach
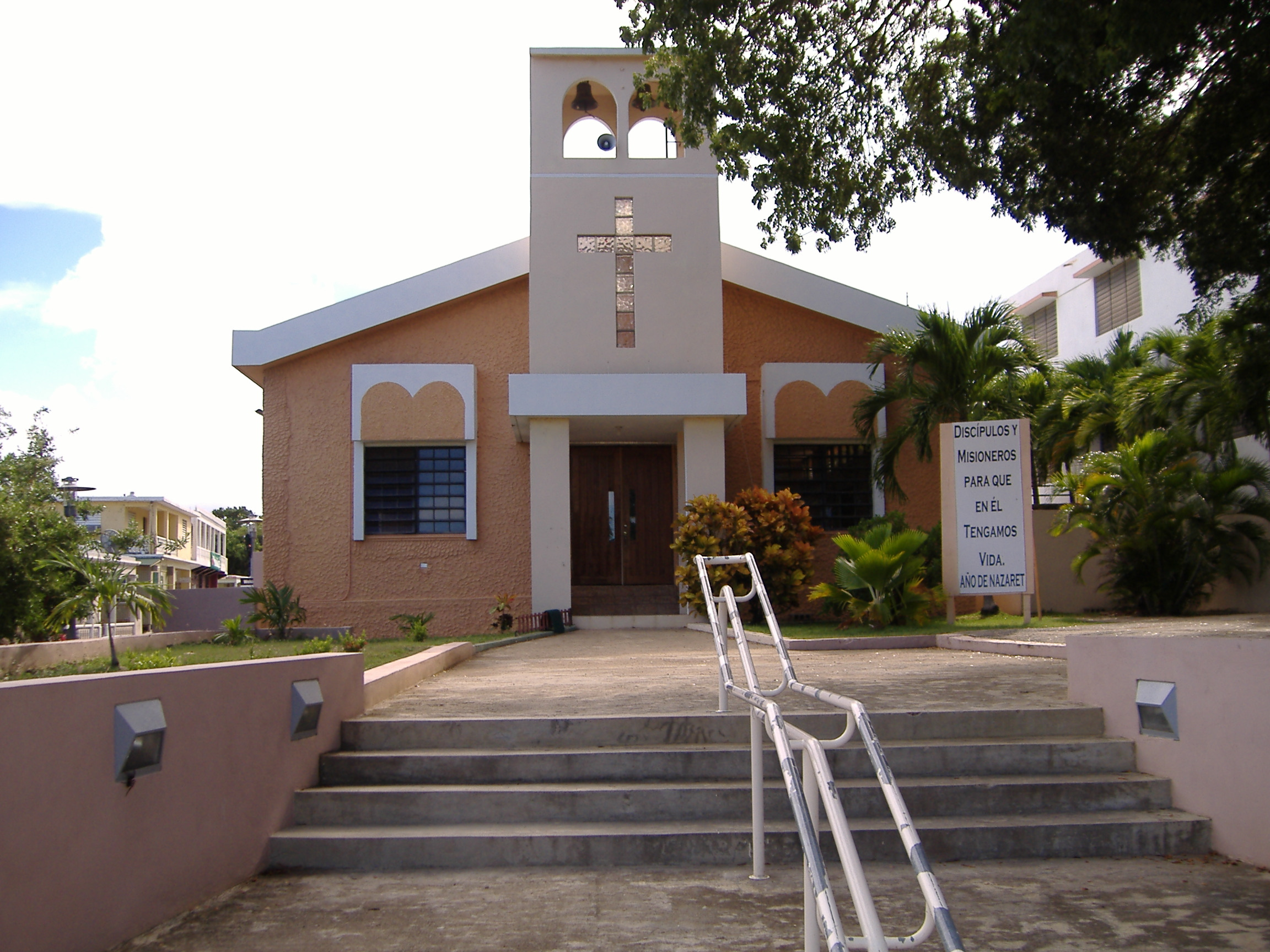
Igreja
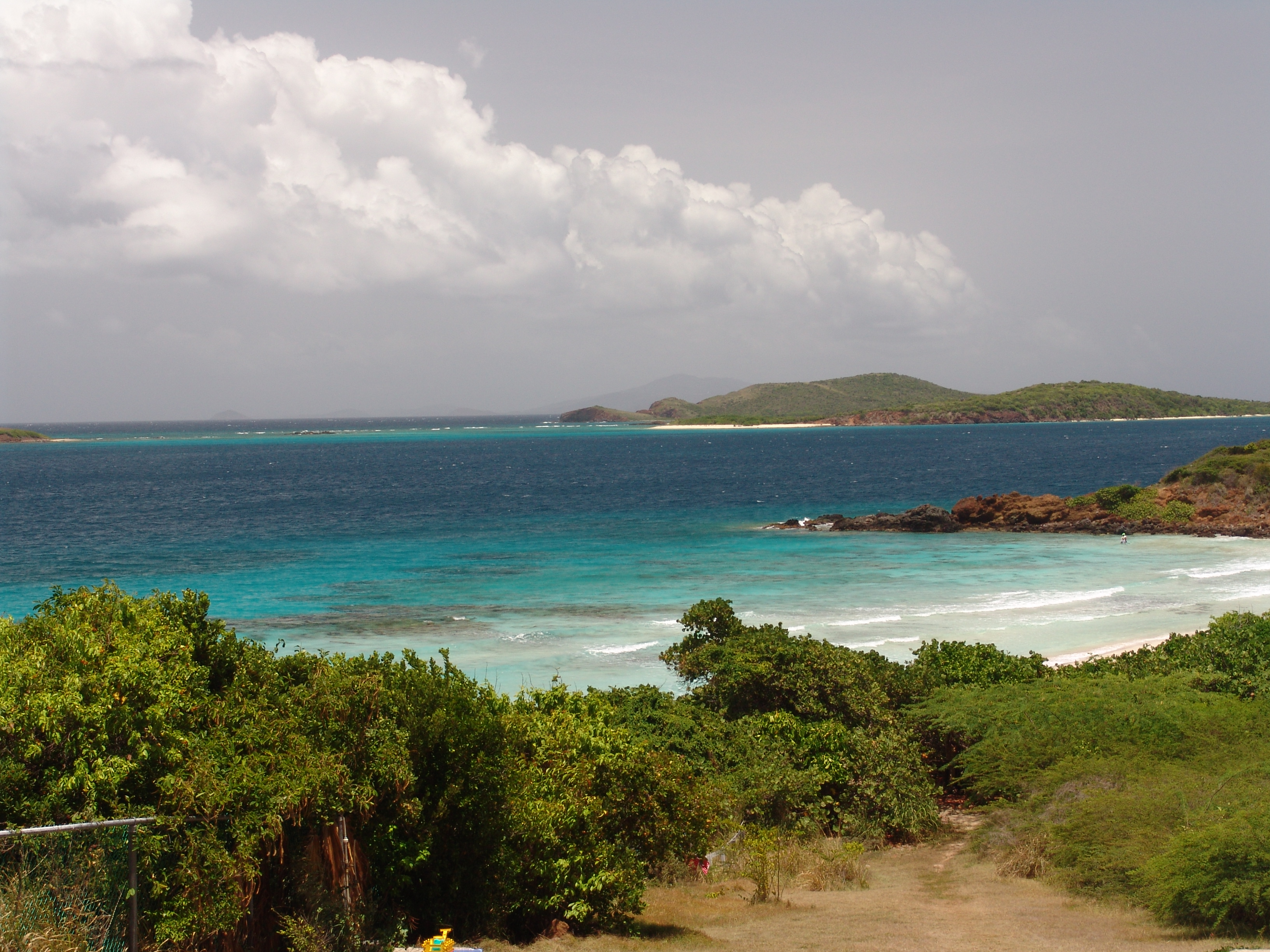
Flamenco Beach
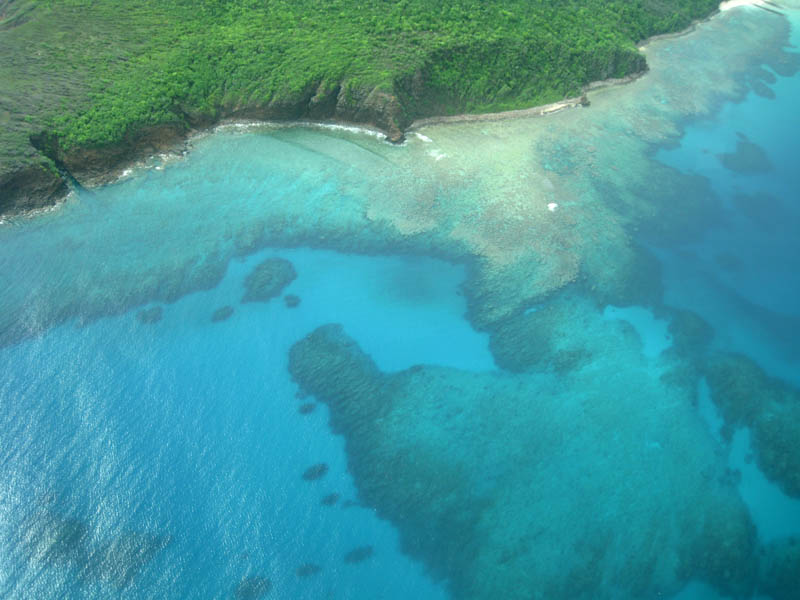
Flamenco Bay
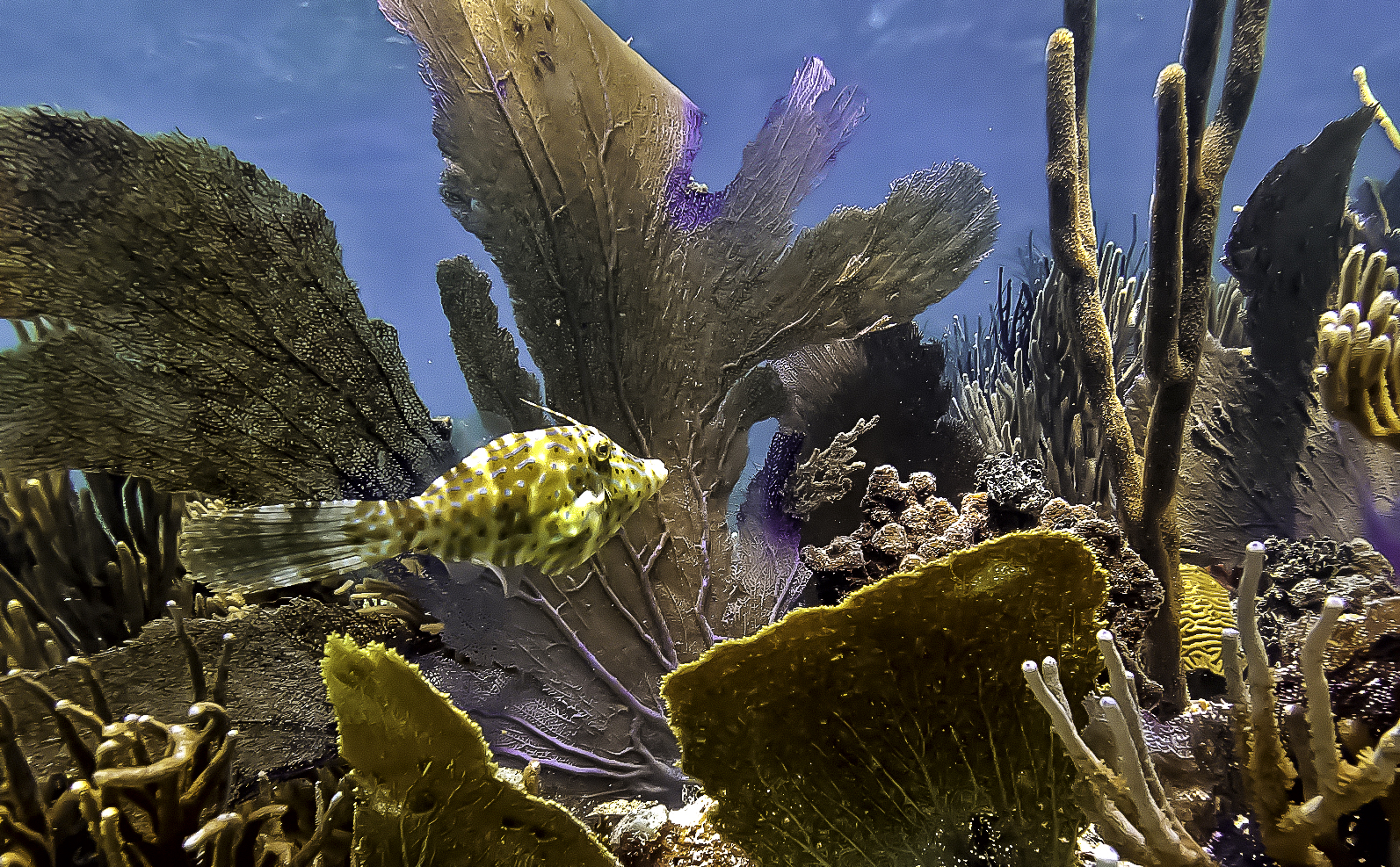
Corais de Culebra
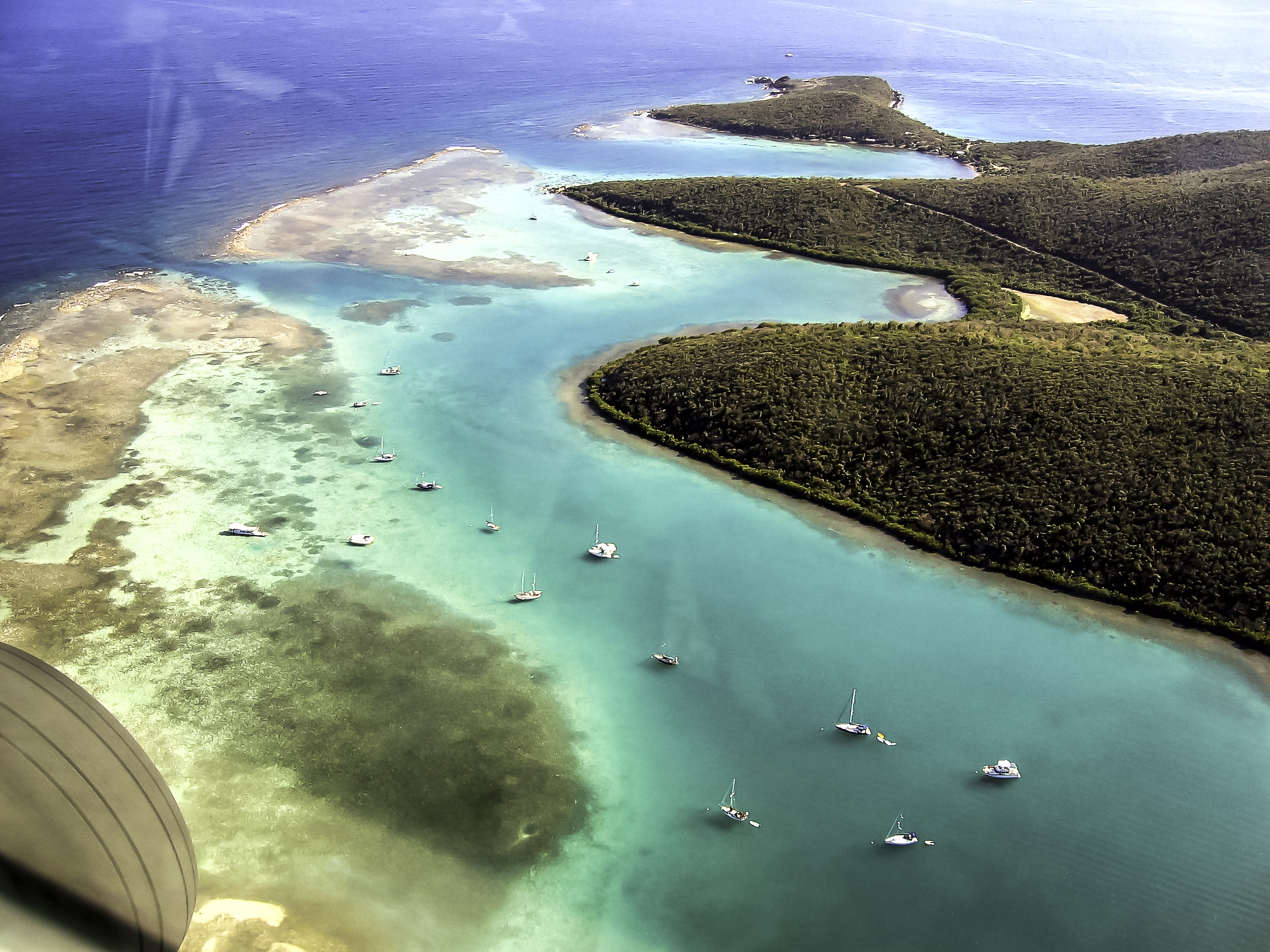
Ensenada Honda
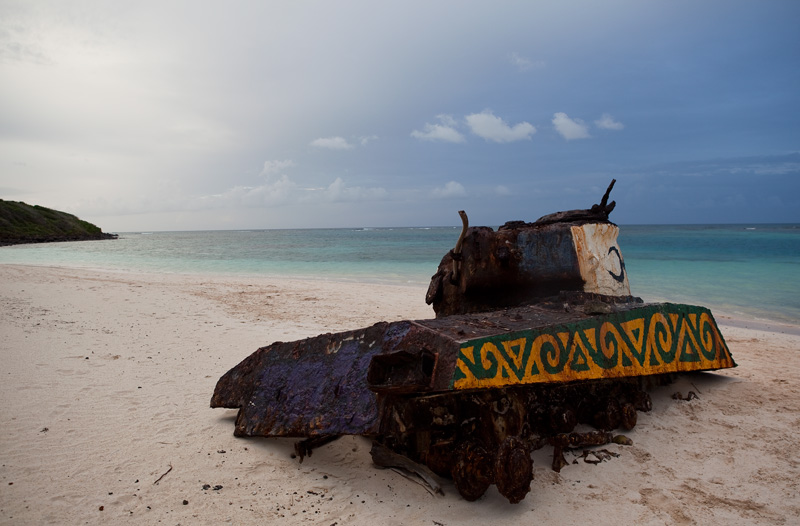
Tanque M4A3 Sherman em Flamenco Beach.